# 埃德森 (堪薩斯州)
埃德森（英語：Edson）是位於美國堪薩斯州謝爾曼縣華盛頓鎮區的一個非建制地區。

## 地理
埃德森所處的海拔為高於海平面1087米（即3566英呎），而該地所採用的時區為UTC-7，即北美山地時區（MST）。同時該地設有夏令時間，為UTC-7調快一小時，即UTC-6（MDT）。